# شفا بدران
شفا بدران (به عربی: شفا بدران)  شهری در استان عمان است که در کشور اردن واقع شده‌است. جمعیت این شهر ۱۵٫۳۳۳ نفر است.